# بارینگتون، نیوجرسی
بارینگتون (به انگلیسی: Barrington) شهری در ایالت نیوجرسی کشور ایالات متحده آمریکا است که جمعیت آن در سرشماری سال ۲۰۱۰ میلادی، ۶٬۹۸۳ نفر بوده‌است.